# Australisches Antarktis-Territorium
Das Australische Antarktis-Territorium (englisch Australian Antarctic Territory) ist ein Gebiet von 45° O bis 136° O und 142° O bis 160° O in der Antarktis, auf das der Staat Australien seit dem 13. Juni 1933 unter dem Australian Antarctic Territory Acceptance Act 1933 Anspruch erhebt. Das Territorium hat eine Größe von 5.896.500 Quadratkilometern. Das Gebiet ist fast 80 % so groß wie Australien selbst.
Das schmale Stück zwischen 136° O und 142° O wird als Adélieland von Frankreich beansprucht und teilt das Territorium. Mit Inkrafttreten des Antarktis-Vertrages am 23. Juni 1961 wurden die international nie anerkannten Ansprüche vorerst aufgeschoben.
Erst seit dem 13. Februar 1954 ist Australien mit der Mawson-Station auch permanent in der Antarktis vertreten, seitdem wird das Gebiet durch die Australian Antarctic Division (AAD) verwaltet.
Das Territorium hat die Postleitzahl 7151, seit 1957 werden in unregelmäßigen Abständen Briefmarken herausgegeben, die auch auf dem australischen Festland gültig sind.

## Distrikte

Gliederung des Australischen Antarktis-Territoriums:
Enderbyland
Kempland
Mac-Robertson-Land
Prinzessin-Elisabeth-Land
Kaiser-Wilhelm-II.-Land
Königin-Marie-Land
Wilkesland (mit Unterteilungen)
George-V.-Land
Oatesland

Das Territorium ist in neun Distrikte in Form von Sektoren unterteilt, von Westen nach Osten sind das:
| No. | District / Distrikt engl. Name / dt. Schreibweise   | Fläche in km² | westl. Grenze | östl. Grenze |
| --- | --------------------------------------------------- | ------------- | ------------- | ------------ |
| 1   | Enderby Land / Enderbyland                          | 449.900       | 044°38′ O     | 056°25′ O    |
| 2   | Kemp Land / Kempland                                | …             | 056°25′ O     | 059°34′ O    |
| 3   | Mac. Robertson Land / Mac-Robertson-Land            | 260.000       | 059°34′ O     | 072°35′ O    |
| 4   | Princess Elizabeth Land / Prinzessin-Elisabeth-Land | 437.500       | 072°35′ O     | 087°43′ O    |
| 5   | Kaiser Wilhelm II Land / Kaiser-Wilhelm-II.-Land    | …             | 087°43′ O     | 091°54′ O    |
| 6   | Queen Mary Land / Königin-Marie-Land                | 422.000       | 091°54′ O     | 100°30′ O    |
| 7   | Wilkes Land / Wilkesland                            | 2.160.000     | 100°30′ O     | 136°11′ O    |
| 8   | George V Land / König-Georg-V.-Land                 | 483.000       | 142°02′ O     | 153°45′ O    |
| 9   | Oates Land / Oatesland                              | …             | 153°45′ O     | 160°00′ O    |
|     | Australisches Antarktis-Territorium                 | 5,897,000     | 044°38′ O     | 160°00′ O    |

## Stationen
Im Territorium gibt/gab es von Westen nach Osten folgende Stationen:
| Station                                                | Breitengrad   | Längengrad     | Distrikt                  |
| ------------------------------------------------------ | ------------- | -------------- | ------------------------- |
| Molodjoschnaja-Station (1970–1984, seit 2006 saisonal) | 67°40′ S      | 045°51′ O      | Enderbyland               |
| Mawson-Station (1954–)                                 | 67°36′9″ S    | 062°52′26″ O   | Mac-Robertson-Land        |
| Sojus-Station (1982–1989, geschlossen)                 | 70°35′ S      | 068°47′ O      | Mac-Robertson-Land        |
| Druznaya-Station (1975–1986, geschlossen)              | 69°44′ S      | 072°42′ O      | Prinzessin-Elisabeth-Land |
| Zhongshan-Station (1989–)                              | 69°22′ S      | 076°22′ O      | Prinzessin-Elisabeth-Land |
| Law-Racoviță-Station (2006–)                           | 69°23′18,6″ S | 076°22′46.2″ O | Prinzessin-Elisabeth-Land |
| Progress-Station (1989–2000, 2003–)                    | 69°22′30″ S   | 076°23′30″ O   | Prinzessin-Elisabeth-Land |
| Davis-Station (1957–1964, 1969–)                       | 68°34′35,8″ S | 077°58′02,6″ O | Prinzessin-Elisabeth-Land |
| Sovetskaya-Station (16. Februar 1958 – 3. Januar 1959) | 77°58′ S      | 089°16′ O      | Kaiser-Wilhelm-II.-Land   |
| Mirny-Station (1956–)                                  | 66°33′ S      | 093°1′ O       | Königin-Marie-Land        |
| Komsomolskaya-Station (geschlossen)                    | 74°05′ S      | 097°29′ O      | Königin-Marie-Land        |
| Wostok-Station (1957–)                                 | 78°28′ S      | 106°48′ O      | Wilkesland                |
| Wilkes-Station (1957–1969, geschlossen)                | 66°15′25,6″ S | 110°31′32,2″ O | Wilkesland                |
| Casey-Station (1959–)                                  | 66°16′54,5″ S | 110°31′39,4″ O | Wilkesland                |
| / Station Dome Concordia (2005–, international)        | 75°06′ S      | 123°23′ O      | Wilkesland                |
| Leningradskaja (1971–1993)                             | 69°30′ S      | 159°23′ O      | Oatesland                 |